# Pizzofalcone
Koordinaten: 40° 49′ 56,3″ N, 14° 14′ 47,4″ O

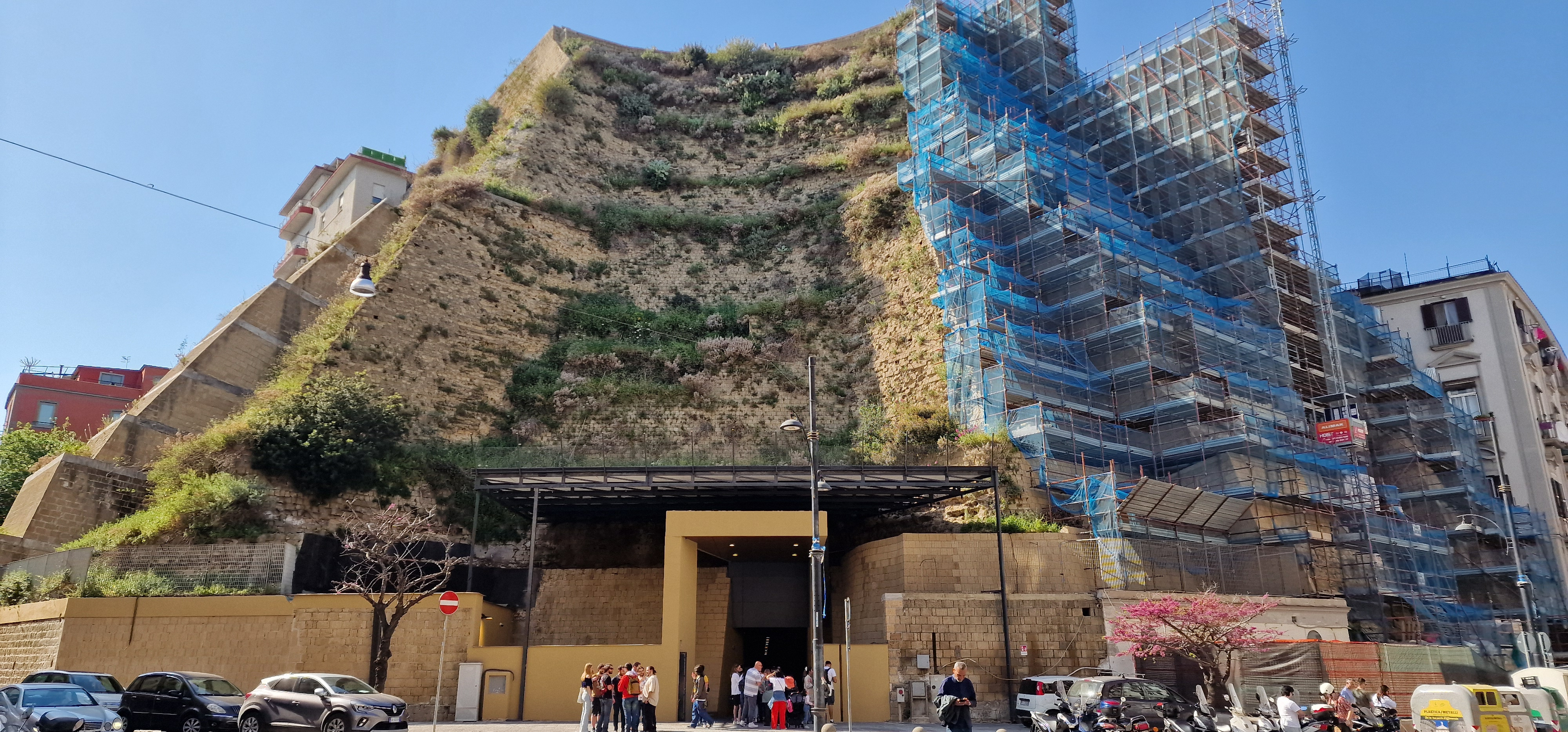
Der Pizzofalcone von der Via Santa Lucia aus gesehen

Pizzofalcone (auch Monte Echia oder Monte di Dio) ist der Name eines Hügels in der Stadt Neapel. Er liegt im Stadtteil San Ferdinando direkt am Meer.

## Geschichte
Etwa 700 v. Chr. wurde hier und auf der direkt an der Küste liegenden kleinen Insel Megaride die griechische Stadt Parthenope gegründet. Parthenope war die erste Stadt im Gebiet des heutigen Neapel, etwa 500 v. Chr. wurde im Nordwesten von Parthenope eine zweite griechische Stadt gegründet, die man Neapolis („Neue Stadt“) nannte. Von da an trug Parthenope auch den Namen Paläopolis („Alte Stadt“). Noch in der Antike wurde die am Hügel gelegene Stadt im Laufe der Zeit aufgegeben. Das brachliegende Land wurde im Mittelalter als Ackerland genutzt.
Im 16. Jahrhundert begann die aristokratische Oberschicht Neapels, Wohnhäuser auf dem Hügel zu errichten. Nicht nur hat man eine Aussicht über weite Teile der Stadt und das Meer, der Hügel lag auch – und liegt heute – in der Nähe des Königspalastes. So wurde die mit Villen gesäumte Via Monte im 18. Jahrhundert zu einer der vornehmsten Wohnstraßen Neapels. Heute befinden sich sowohl Wohnhäuser als auch Amtsgebäude auf dem Pizzofalcone.